# Jennersdorf (district)
Het politieke district Bezirk Jennersdorf is het meest zuidelijke district van de Oostenrijkse deelstaat Burgenland. Jennersdorf grenst in het oosten aan Hongarije en in het zuiden aan Slovenië. Het landschap wordt bepaald door de rivieren Raab en Lafnitz. Het hoogste punt van het district is de Rotterberg van 408 meter aan de grens met Slovenië.
Sinds 1890 heeft Jennersdorf een teruglopende bevolking.
Jennersdorf bestaat uit de volgende gemeenten en plaatsen:
- Deutsch Kaltenbrunn
  - Rohrbrunn
- Eltendorf
  - Zahling
- Heiligenkreuz im Lafnitztal
  - Poppendorf im Burgenland
- Jennersdorf
  - Grieselstein
  - Henndorf im Burgenland
  - Rax
- Königsdorf
- Minihof-Liebau
  - Tauka
  - Windisch-Minihof
- Mogersdorf
  - Deutsch Minihof
  - Wallendorf
- Mühlgraben
- Neuhaus am Klausenbach
  - Bonisdorf
  - Kalch
  - Krottendorf bei Neuhaus am Klausenbach
- Rudersdorf
  - Dobersdorf
- Sankt Martin an der Raab
  - Doiber
  - Eisenberg an der Raab
  - Gritsch
  - Neumarkt an der Raab
  - Oberdrosen
  - Welten
- Weichselbaum
  - Krobotek
  - Maria Bild (Oberbergen, Unterbergen)
  - Rosendorf